# Die Seefee
Die Seefee ist eine vom DDR-Fernsehen produzierte Komödie aus dem Jahr 1975. In den Hauptrollen sind Frank-Otto Schenk und Katrin Martin zu sehen.

## Handlung
Der Reparaturklempner Ulf verliebt sich in die Betriebsköchin Biggi und tritt, nur um ihr dabei näher zu kommen, der Betriebssportgemeinschaft (BSG) Segeln bei. Die Kollegen kommentieren Ulfs neues sportliches Engagement eher mit Spott und Häme. Ulf manipuliert Biggis Boot in der Absicht, sie retten zu können. Dies geschieht auch so, jedoch braucht Biggi das Boot, um mit ihrer besten Freundin Erna am nächsten Tag an einem Regattarennen teilzunehmen. Bei diesem Rennen erreichen beide, zunächst als haushohe Favoritinnen gehandelt, aufgrund der Manipulation durch Ulf nur den blamablen letzten Platz. Der Vorstand des Segelsportvereins will Biggi und Erna daraufhin aus dem Verein rauswerfen. Dies kann Ulf natürlich nicht einfach so hinnehmen, da ihn Schuldgefühle plagen und er nun einiges wiedergutzumachen hat.
Ulf gesteht Biggi sein Fehlverhalten, und beide machen sich an die Arbeit, um beim nächsten Regattarennen teilzunehmen und dabei den Sieg zu erringen. Ulf passiert kurz vorher jedoch ein Unfall, wobei er sich einen Beinbruch zuzieht. Biggi startet letztendlich mit ihrer Kollegin Karin, mit der sie das Rennen gewinnt. Kurze Zeit später heiraten Ulf und Biggi in aller Stille. Beide wollen ihre Eheschließung zunächst geheim halten, doch den Mitgliedern der Betriebssportgemeinschaft ist die Hochzeit nicht verborgen geblieben, und sie arrangieren ein großes Fest für Ulf und Biggi.

## Hintergründe
Der Film wurde im Frühling/Sommer 1974 in Ost-Berlin und in Zeuthen gedreht. Die Erstausstrahlung des Films fand am 2. März 1975 auf dem Fernsehsender DDR 1 statt.